# オナガゴーラル
オナガゴーラル（Naemorhedus caudatus）は、ウシ科に属する偶蹄類。別名チョウセンカモシカ(朝鮮羚羊)。

## 分布
大韓民国、中華人民共和国北東部、朝鮮民主主義人民共和国、ロシア南東部

## 形態
体長90-135cm、尾長11-20cm、肩高60-81cm、体重30-48kg、角長13cm。尾が長く、伸長した体毛の先端が踵に達する。種小名 caudatus は「尾の」の意。背面の正中線上の体毛が伸長し、特に頸部と肩部では顕著で鬣状になる 。全身の毛衣は灰褐色や黄褐色で、後頭部から尾基部にかけて正中線上に沿って黒褐色の縦縞が入る。鼻面の毛衣は暗褐色や黒で、喉の毛衣は白い。四肢の毛衣は灰褐色や暗灰褐色で、明瞭な暗色斑が入らない。尾背面の毛衣は灰褐色や黄褐色、黒で、尾腹面は白い。尾先端に房状に伸長する体毛は白い個体もいる。

## 分類
ゴーラルの亜種とする説もある。

## 生態
山地にある森林に生息する。小規模な群れを形成し生活する。
食性は植物食で、草、木の葉、果実などを食べる。
繁殖形態は胎生。秋季に交尾し、妊娠期間は6-8か月。1回に1-2頭の幼獣を産む。生後3年で性成熟する。

## 人間との関係
生息地では食用とされたり毛皮が利用され、内臓が薬用になると信じられている。
開発による生息地の破壊、食用や薬用、毛皮用の乱獲などにより生息数が減少している。